# نواة إسفينية إضافية
تقع النواة الإسفينية الملحقة جانبية إلى نواة الإسفينية في نخاع مستطيل على مستوى الحسي (مسار العمود الظهري-الفتيل الإنسي / مسار فتيل إنسي) .
يتلقى مدخلات حسية حول الموضع والحركة (استقبال الحس العميق) من الطرف العلوي عن طريق الأعصاب الشوكية العنقية وينقل تلك المعلومات إلى مخيخ.
تسمى هذه الألياف ألياف السبيل النخاعي المخيخي (النواة الإسفينية → مخيخ [تشريح] ).
في هذه الوظيفة، النواة التبعية التبعية هي طرف علوي المكافئ لعمود كلارك، وتسمى أيضا النواة الصدرية، وهي مصدر الاتصالات للنخاعي المخيخي لإدراك الحس العميق من الطرف السفلي.

## صور إضافية

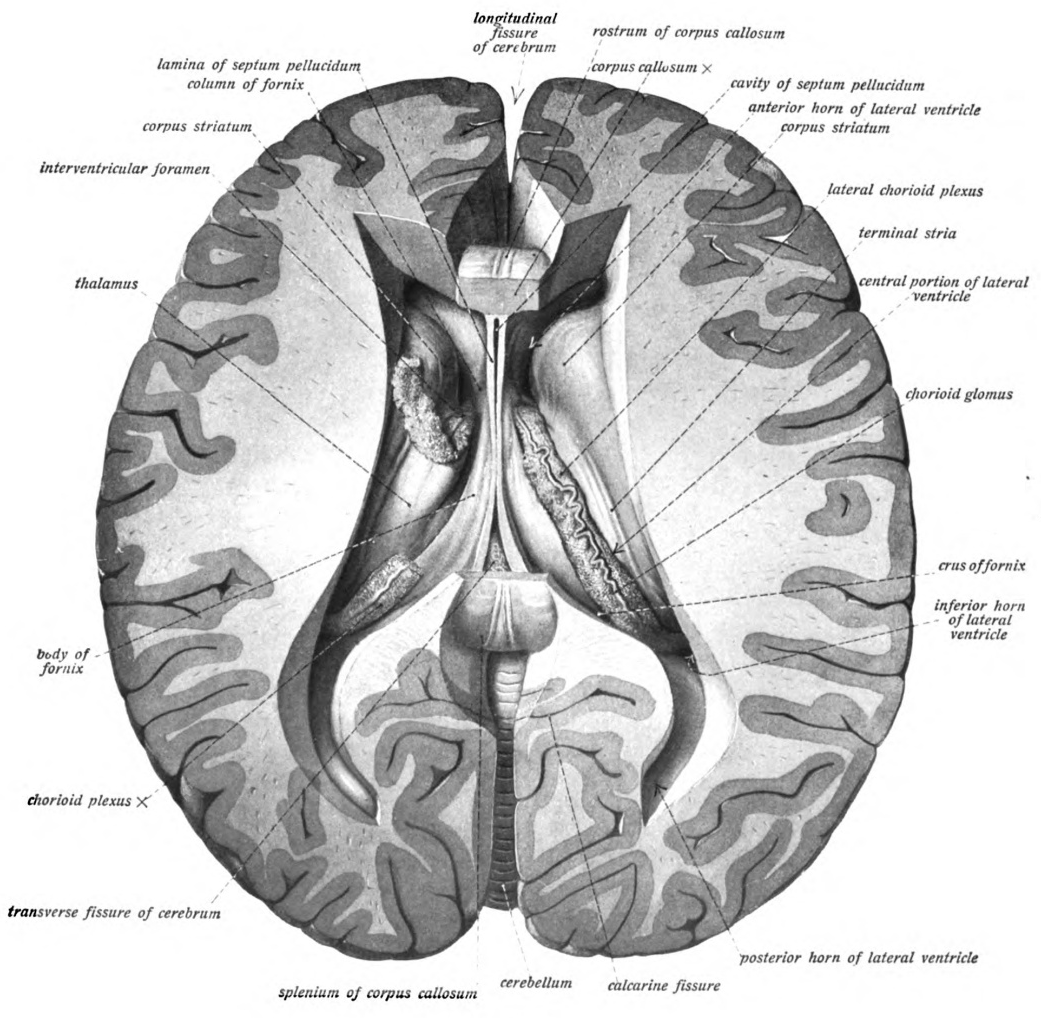

## روابط خارجية
NIF Search - Accessory Cuneate Nucleus via the Neuroscience Information Framework